# USWA Middleweight Championship
L'USWA Middleweight Championship è stato un titolo di wrestling di proprietà della United States Wrestling Association.

## Storia
Riservato ai pesi medi questo titolo fu disputato solo nella primavera del 1993 e vide disputare solo tre incontri.

## Albo d'oro
| Lottatore       | Regni | Data          | Luogo              | Note                                             |
| --------------- | ----- | ------------- | ------------------ | ------------------------------------------------ |
| Jamie Dundee    | 1     | 1º marzo 1993 | Memphis, Tennessee | Sconfisse Danny Davis nella finale di un torneo. |
| Danny Davis     | 1     | 8 marzo 1993  | Memphis            |                                                  |
| Wolfie D        | 1     | 8 maggio 1993 | Memphis            |                                                  |
| Titolo ritirato |       | 1993          |                    |                                                  |